# Донольт
Донольт (Dionotus, валл. Donault, ?-340), король Думнонії (305—340).
Донольт був легендарним королем бритів під час походів у Галлію на чолі з імператором Магнусом Максімусом. Він став наступником свого брата Карадока як правитель бритів і Корнуола. Офіційно королем Донольта було проголошено лише після смерті Магна Максима.
Офіційна британська наука вважає його вигаданим.